# استان سوددانمارک
استان سوددانمارک یا استان دانمارک جنوبی (به دانمارکی: Syddanmark) یکی از ناحیه‌های (استان‌های) کشور دانمارک است.
این استان در بخش جنوبی شبه‌جزیرهٔ یوتلاند (به دانمارکی: شیلند Sjælland) قرار گرفته و جزیرهٔ فون (به دانمارکی: Fyn) را نیز شامل می‌شود.